# Werner Lott
Werner Lott (Willenberg (Oost-Pruisen), 3 december 1907 – 2 mei 1997) was een Korvettenkapitän in de Kriegsmarine tijdens de Tweede Wereldoorlog.

## Carrière
Werner Lott werd geboren in het voormalige Willenberg, dat nu Wielbark heet, een gemeente in het huidige Polen, in het Woiwodschap Ermland-Mazurië, het Powiat Szczycieński. In 1926 kwam hij naar de Reichsmarine om er zijn marine-opleiding te krijgen. Met de opkomst van de Kriegsmarine stapte hij ook over naar de U-Bootdienst. Hij werd gepromoveerd tot Kapitänleutnant op 1 oktober 1934. In september 1936 gaf hij opleiding op de U 21 tot 31 maart 1937. Dan stapte hij over op de U 32 op 15 april 1937 en werd er bevelhebber tot 15 augustus 1937, maar voerde geen oorlogspatrouilles meer uit. Op 15 augustus 1937 gaf hij het commando van de U 32 over aan Paul Büchel. Als Kapitänleutnant kreeg hij het commando over de U 35 op 15 augustus 1937 waarmee hij tot 29 november 1939 met actievere oorlogspatrouilles bezig was.
In zijn kortstondige U-boot-carrière tijdens de oorlog, bracht Werner Lott vier schepen tot zinken en beschadigde hij één schip. Maar op 29 november 1939 sloeg het noodlot toe. Zijn U 35 werd in de Noordzee op die datum door de Britse torpedojagers HMS Kingston, HMS Icarus en HMS Kashmir belaagd met hun dieptebommen in positie 60° 53′ 0″ NB, 2° 47′ 0″ OL. De U 35 kon beschadigd nog boven water komen, zodat de gehele Duitse bemanning zich kon overgeven. Daarna zonk de U 35 voorgoed weg. Werner Lott zelf werd als krijgsgevangene ondergebracht op de HMS Kingston.

## Krijgsgevangenen
De gehele bemanning werd krijgsgevangen genomen en werd eerst naar Glasgow, Schotland getransporteerd. Werner Lott kreeg het POW-nummer 37421. Op 1 november 1940, op 39-jarige leeftijd, werd hij benoemd tot Korvetkapitein terwijl hij geïnterneerd zat in Schotland. Daarna werd Werner Lott overgebracht naar Canada naar een krijgsgevangenkamp, in de buurt van Gravenhurst, Ontario. Daar zat hij samen gevangen met andere U-bootbemanningen, o.a. de U-bootcommandanten Rolf Dau, Hans Jenisch en vele andere Kriegsmarine- en Luftwaffe-officieren. De U 35-bemanningsleden werden in 1944 weer overgebracht naar het kamp Grande-Ligne, nabij Quebec, Canada, tot het eind van de oorlog.
Na de oorlog werd Werner Lott medeoprichter van de organisatie "BFW Vallendar" in Duitsland. Samen met de hoofd-scheepsingenieur Gerhard Stamer van de U 35, correspondeerde Werner Lott met Lord Louis Mountbatten. Hij stierf op 2 mei 1997 op 89-jarige leeftijd.

## Militaire loopbaan
- Offiziersanwärter: 1 april 1926[1][2]
- Seekadett: 12 oktober 1926[2]
- Fähnrich zur See: 1 april 1928[1][2]
- Oberfähnrich zur See: 1 juni 1930[1][2]
- Leutnant zur See: 1 oktober 1930[1][2]
- Leutnant zur See: 1 juli 1932[1][2]
- Kapitänleutnant: 1 april 1936[1][2]
- Korvettenkapitän: 1 november 1940[1][2]

## Decoratie
- IJzeren Kruis 1939, 2e Klasse in oktober 1939[1][2]

## Successen
- 4 schepen tot zinken gebracht voor een totaal van 7.850 brt
- 1 schip beschadigd voor een totaal of 6.014 brt

## U-bootcommando
- U 21 -  september 1936 - 31 maart 1937:  Geen oorlogspatrouilles
- U 32 -  15 april 1937 - 15 augustus 1937: Geen oorlogspatrouilles
- U 35 -  15 augustus 1937  -  29 november 1939: 3 oorlogspatrouilles (52 dagen)

## U 35-patrouilles
- 27 aug. 1939: Memel - 1 sep. 1939: Kiel - Patrouille van 6 dagen
- 9 sep. 1939: Wilhelmshaven - 12 okt. 1939: Wilhelmshaven - Patrouille van 34 dagen
- 18 nov. 1939: Wilhelmshaven - 29 nov. 1939: Tot zinken gebracht - Patrouille van 12 dagen
- 3 patrouilles - 52 dagen op zee

## Schepen tot zinken gebracht
- 18 sep. 1939:  Verenigd Koninkrijk Arlita - 326 ton
- 18 sep. 1939:  Verenigd Koninkrijk Lord Minto - 295 ton
- 21 sep. 1939:  Verenigd Koninkrijk Teakwood (beschadigd) - 6.014 ton Konvooi OA-7
- 1 okt. 1939:  België Suzon - 2.239 ton
- 3 okt. 1939:  Griekenland Diamantis - 4.990 ton
- Een totaal van 13.864 ton

## Referentie
- Werner Lott (ca. 1965) involved himself deeply in the German YMCA, co-founding the organization "BFW Vallendar" (http://bfw-vallendar.de; see specifically https://web.archive.org/web/20051219110913/http://bfw-vallendar.de/new/uberuns/geschi.htm).